# Francine Jordi

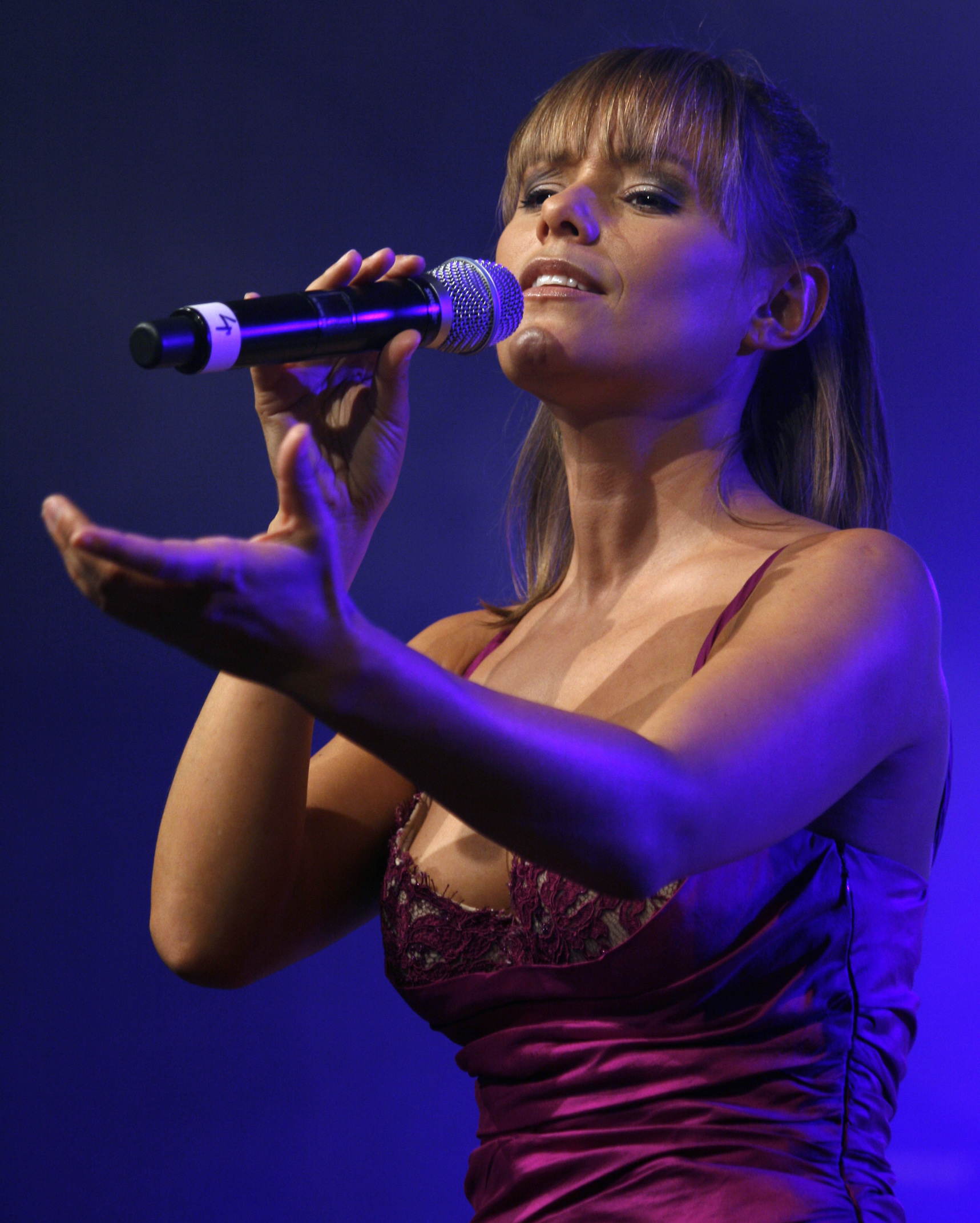
Francine Jordi (2008)

Francine Jordi (Richigen (Worb), 24 juni 1977) is een Zwitserse zangeres. Als jong meisje zong ze al voor Japanse toeristen in Interlaken.
Met deze muzikale achtergrond won ze de Duitse Grand Prix der Volksmusik in 1998. Vanaf dat moment werd Francine een grote ster in Zwitserland met gouden platen, hoge noteringen in de hitparade en tournees door de Duitstalige landen. Ze presenteerde ook een televisieshow voor de Duitse Das Erste.
In 2002 vertegenwoordigde ze Zwitserland op het Eurovisiesongfestival in Tallinn met een Franstalig lied getiteld "Dans le jardin de mon âme". In de herfst van dat jaar maakte ze een solotournee door Zwitserland.